# 金學順
金學順（1924年—1997年12月16日）是一名韩国女性人权活动家，曾被日軍強征為慰安婦，她也是韩国第一位公開自己慰安婦身份的婦女。1991年12月，她对日本政府就戰爭賠償提起集体诉讼。 

## 背景

### 早年
金學順生于中華民國大陸時期的吉林省。她的父母原本住在平壤市，但由于不滿日本統治，他们前往中国定居。金學順的生父是韩国独立活动家。父亲在她三个月大的时候就去世了。在她的父亲去世后，她和母亲一起回到了平壤。在平壤生活期间，金學順在一所教會学校上学。 14岁时，母亲再婚。由於她不太喜歡继父並且非常抵觸，結果她的母亲将她送到一个專門負責培養妓生的家庭。 
後來金學順前往一所平壤妓生学校上学。金學順在这里学习跳舞、说唱，學習時間大约為两年。當時政府規定合法的妓生必須年滿18歲。金學順從學校畢業時為17歲，但是無法营业。

### 日軍慰安婦
1941年，金學順的养父因為金學順無法營業，所以在征得金學順生母的同意後準備把她賣到中國去，於是金學順的养父把她带到了北平。他們抵达北平后在一家飯店吃飯時，一名日本士兵發現金學順的养父是朝鮮人並且懷疑他是间谍，於是將他們逮捕。金學順隨後被投入慰安所，並成為了一名慰安婦。四个月后，金學順在一名朝鮮男子的帮助下，设法逃离了慰安所。該男子後來成為了她的丈夫 。該男子帶著金學順在中國各地奔波。1942年，金學順前往上海市與朝鮮男人一起定居。她在上海期間產下一女一子。

### 逃跑后
朝鲜半岛南北分治後的1946年，金學順和她的家人前往韩国。她在首尔的一个难民营住了三个月，期間她的女儿死于霍乱。1953年後，她的丈夫在檢查給部隊的副食品時被一栋建筑物墜落的屋顶壓傷，50天後死亡。 她讀4年級的儿子在海上游泳时死于心肌梗死，一說游泳時被海浪卷走。

## 金學順的指控

### 第一次指控
战争结束后的四十多年里，很少有人听说过慰安妇。因為许多女性在慰安所中丧生，還有许多女性在战后自杀，還有一些女性因為礙於面子，所以不愿意提及她们的慰安婦经历。 
1991年8月14日，金學順首次對二戰時期的日軍作出指控，她表示自己17岁时，她被一名日本军官强行带到位于中国的日军慰安所。她表示當時她试图逃跑，但很快就被抓住了，並且被日軍強姦 。当她反抗时，日軍軍官就踢她并威胁她说如果她不服从，那麼她就会被杀。在慰安所里，17~22岁的慰安婦每天要與约7~8名日军性交。

### 首次指控之後
在金學順作出指控後，越來越多的慰安婦站出來公開了自己曾經的遭遇。
1991年12月6日，金學順和另外两名慰安婦向东京地方法院提起诉讼，要求日本政府进行赔偿和道歉。  1992年12月9日，金学顺在日本东京举行的战后赔偿国际听证会首次会议上，再次指控二戰時的日軍蹂躪婦女。